# Knullana krameri
Knullana krameri är en insektsart som beskrevs av Delong och Martinson 1973. Knullana krameri ingår i släktet Knullana och familjen dvärgstritar. Inga underarter finns listade i Catalogue of Life.